# マテバ オートリボルバー
マテバ モデロ6 ウニカ（MATEBA Modello 6 Unica）、通称“マテバ オートリボルバー”（MaTeBa AutoRevolver）は、イタリアのマテバ社（MA.TE.BA.：Macchine Termo-Balistiche）が1996年に開発した半自動作動方式の回転式拳銃（リボルバー）である。
イタリア語で「6」は“Sei”（セイ）と発音するため、モデル名の“6 Unica”の発音は「Sei Unica」（セイ・ウニカ）となり、イタリア語で「あなただけのもの」という意味にもなる。その独特の機構から、「オートマチックリボルバー」（Automatic Revolver）とも呼ばれる。
なお、本銃の他にも独自の機構で「ダブルアクション方式とは異なる連射機能」を備えているリボルバー（オートマチック・リボルバー）は存在する。

## 概要
マテバ社において、特異な機構を持つリボルバーの開発を手掛けたエミリオ・ギゾーニ（Emilio Ghisoni）（伊語版）が、1990年に発売した前モデルであるマテバ 2006Mのコンセプトを引き継ぎ開発した銃で、銃身の跳ね上がりを抑えるために弾倉の一番下の弾を発射するという構造と、用途によって自由に銃身を換装できる、という特徴はそのままに、リボルバーでありながらオートマチック機構を備えている。
本銃のような特別な構造を持たずとも、ダブルアクション機構のあるリボルバーであれば引き金を引くだけでシリンダー（回転式弾倉）の回転と撃鉄の起倒は行われるため、連続射撃自体は可能だが、この場合には人力で引き金を引くことで機構を作動させる都合上、一発ごとに撃鉄を手動で起こすシングルアクション機構に比べてより大きな力が必要なために引き金が重くなり、銃全体の動揺が大きくなる（ぶれる、と表現される）ために、射撃精度が落ちる上、連続して射撃すると指に掛かる負担が大きく、現実的にはリボルバー方式の拳銃を連射することは射手の疲労が大きく、精密射撃には適さない、という難点がある。
本銃は上述のダブルアクション機構の難点を独自の機構により克服したもので、これにより、リボルバーの高い機構的信頼性と、ダブルアクションと同じく引き金を引くだけで次弾が発射できる機構でありながら、シングルアクション並みの引き金の軽さを実現し、速射性と高い命中精度の両立を目指していた。
この"AutoRevolver"は2006Mと並んでその独自の機構とデザインから銃器コレクターに珍重されており、多数の創作作品にも登場している他、2006M同様、オリジナルデザインの銃器のデザインモチーフとしても引用されている。
なお、本銃の作動機構はアメリカ合衆国の特許を取得している。

## 開発・販売
マテバ社とギゾーニは前モデルであるマテバ 2006Mの一応の成功を受け、そのコンセプトを発展させた新たなリボルバーの設計と開発に着手した。1990年代に入りドイツの投資家の出資を受けて開発が行われ、1996年から1997年にかけて「AutoRevolver」の名称で試作品が完成、翌1998年には「Modello 6 Unica」の製品名で量産と販売が開始された。
「オートリボルバー」は開発時には.357マグナム弾および.38スペシャル弾を使用するものとして設計されたが、正式な製品としての「6 ウニカ」ではアメリカ市場での大型リボルバー拳銃に対する需要と話題性を考慮して大口径マグナム弾モデルも開発されて市場に投入された。マテバ社の製品としては前作の2006Mがその特異な構造から注目されていたことから本銃も発表時より話題になり、大口径マグナム弾モデルの発表時には.454カスール弾を使用できる大威力リボルバーということもあって高い注目を集めた。
本銃はリボルバーとしては複雑な構造の製品でありながら、開発・量産ともに特に問題は発生せず、販売された製品にも作動不良の続発等といった機構上の問題はほとんど発生しなかったが、構造が複雑で、“単純な構造で信頼性が高い”というリボルバーの利点を減損している上、同威力の銃弾を用いるものに比べて大型となり、実用性が低かった。更に、製造コストが高いことから高価な製品となり、発表時に期待されたほどのセールスを獲得できず、主にアメリカ市場での販路の拡大に努めたが、1998年の量産開始から2004年まで生産が継続されたものの、比較的少数の生産に終わった。
マテバ社は事業の不振から2005年に清算され、6 Unicaも絶版となったが、2014年にはイタリアの投資家が“MATEBA”の商標権と各製品の製造権を所得したとして「マテバイタリア(Mateba Italia srl)」として新たに起業し、2017年には銃器製造会社として活動を開始した。マテバイタリア社のラインナップには6 Unicaも記載されていたが、同社が出展した銃器見本市でのブース展示や公式サイトに例示されていたものはいずれも旧マテバ社により製造されていたもので、マテバイタリアとして製造したものが出展・提示された例はなく、2022年5月にはマテバイタリア社はイタリアの公安当局に「銃器に関する違法な販売と輸出、武器の製造に関わる企業が遵守しなければならない各種の法令や公的書類の作成・提出に対する違反を行った」として摘発され、同社には銃器の製造・販売に関するライセンスの取り消しと企業活動の停止、および工場の閉鎖が命じられ、同社は6 Unicaを再び生産することも発売することもないまま活動を停止した。

## 特徴

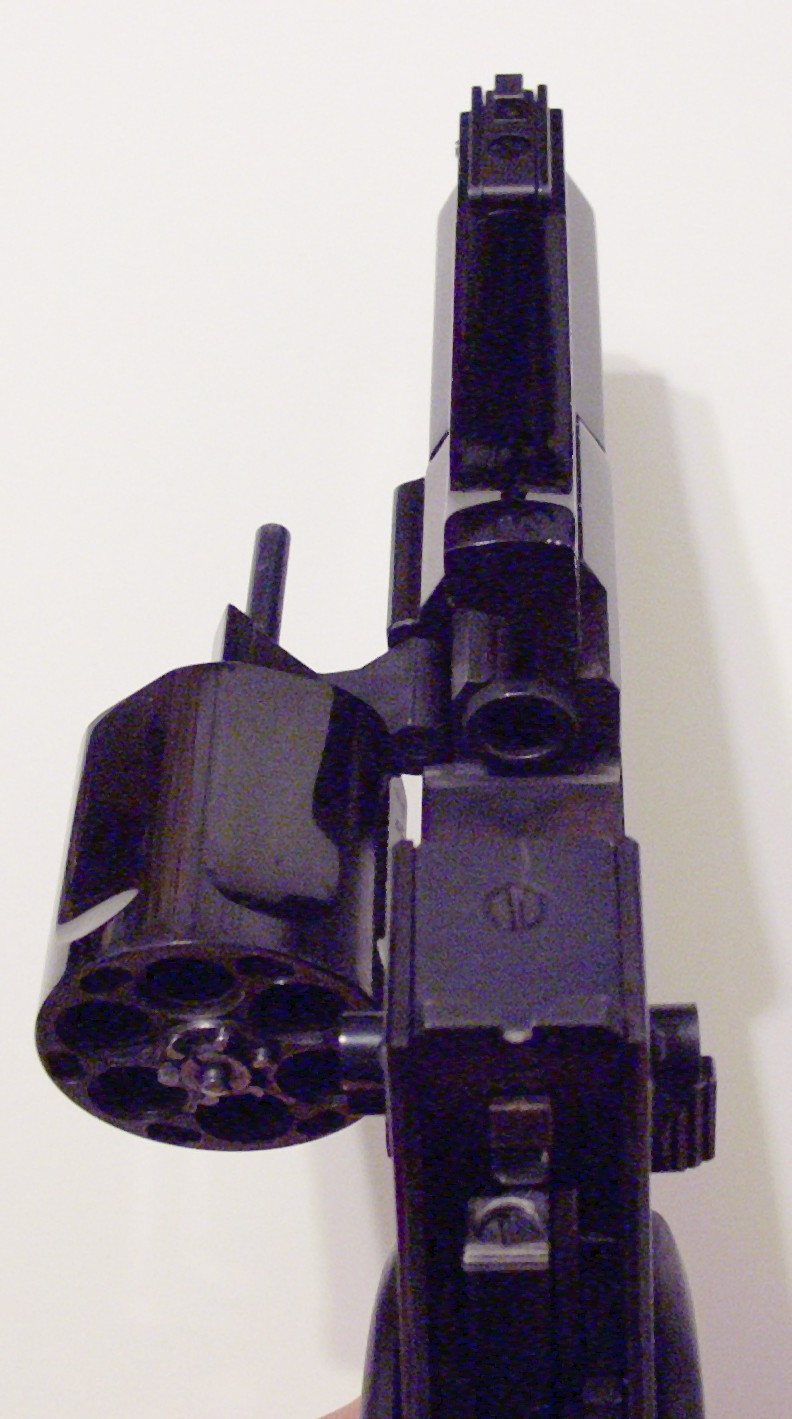
シリンダーを振り出した状態

6ウニカのオートマチック機構は、フレームがバレル（銃身）およびシリンダーのある上半分（アッパーフレーム）と、ハンマー（撃鉄）およびトリガー（引き金）メカニズムのある下半分（ロアフレーム）に分かれており、初弾をシングルアクションまたはダブルアクションで発射すると、発射反動によりアッパーフレームが0.5インチ（12.7mm）後退し、撃鉄を起こした状態にした後、シリンダーを回転させながら前進して射撃位置に戻り、次発発射可能な状態になる、というものである。このため、本銃は回転式拳銃でありながら、フレームの上半分が前後に可働するという、オートマチック式拳銃と同じ構造になっている。この方式は20世紀初頭にイギリスのウェブリー社が発売したウェブリー＝フォスベリー・オートマチック・リボルバーと同様だが、シリンダーを回転させるための機構が異なる。
シリンダーは単純な円筒形ではなく、後端だけが円形で、全体としては六角形断面の多角柱形状となっている。側面に溝のない“ノンフルート”型で、ノッチの凹みもない。前作であるマテバ 2006Mとは逆に射撃時には右回りに回転する時計回り方式となっており、振り出し方向も一般的なリボルバーと同じ下方振り出し方式となっているが、シリンダーラッチ開放レバーはフレームの左右両面にあるリボルバーとしては珍しい構成である。シリンダーを振り出すための支持部（ヨーク（クレーン）と呼ばれる）は、フレームとの接続部が下方にある銃身部を避けるために側面に張り出しているため、大きく湾曲した「く」の字形になっている。なお、.454カスール弾モデルは発砲時の衝撃でシリンダーが勝手に開いてしまうことを防ぐためにヨーク（クレーン）に固定用ラッチが追加されており、シリンダーを開放するにはフレ－ムにあるラッチ開放レバーに加えてヨーク部のラッチを操作する必要がある。また、本銃にはシリンダーの上部でフレームの前部と後部を繋いでいる“ブリッジ”と呼ばれる部分が存在していない。
前作であるマテバ 2006Mのコンセプトを引き継ぎ、バレルは3インチの短銃身型と4・5・6・7・8インチおよび213 mm（8.375 インチ）の長銃身型、計7種類が用意され、専用の工具を用いればユーザーが個人で簡単に交換することができる。銃身を覆うバレルシュラウドの上部には“ベンチレーテッド・リブ”と呼ばれる銃身冷却と軽量化を兼ねた長方形のスリットがあり、銃身長に応じた数が開口されている。また、シリンダーとバレルを変更する事で、フレームはそのままに多種類の弾薬を用いることができた。ただし、本銃の特徴であるオートマチック機構を正常に作動させるためには、弾薬に合わせて銃身基部下側から上部フレーム下面に配置されているリコイルスプリングをそれぞれ専用のものに入れ替える必要があった。5インチ以上の長さで口径が.44マグナム弾および.454カスール弾の銃身には銃口部分にマズルコンペンセイターを装着するためのネジ山が切ってあるものが標準になっており、通常は大型の円筒形コンペンセイターを装着して用いられる。コンペンセイター装着モデルの銃身固定ナットは専用工具を用いずとも5/8 インチまたは 16mm のスパナがあれば回すことが可能である。
トリガープル（トリガーを引くために必要な力）、およびトリガーストロークは調節可能で、トリガープルの公称値（マニュアル記載値）はシングルアクションで 3.3 ポンド(約1.5 kg)、ダブルアクションで 11ポンド(約 5 kg)、標準平均値は同じく 4 ポンド(1.815 kg) / 12.8 ポンド(約 5.806 kg)となっている。グリップ（銃把）は射撃時に起倒する撃鉄および前後動するアッパーフレームで射手の手を傷つけないように後面上端が大きく張り出した形状となっており、素材にはフランス産の家具用高級ノワイエ（Noyer）材（ウォールナット）が用いられていた。グリップは1枚の板から削り出された1ピース構成のもので、底部の一本のネジで固定されている。
フレームには酸化焼入れ処理を施した“ブラック（ブルースチール）”モデルとニッケルメッキの施された“シルバー”モデルの二種類があり、ユーザーが銃身を変更したために銃身とフレームで素材が異なっている個体も多数存在する。大口径マグナム弾仕様モデルは発砲時の衝撃に耐えるためにフレームが強化されており、アッパーフレームのシリンダー収容部周縁にリブが追加されている。ロングバレルモデル用の下部フレーム、トリガーガードの前方左右両側面には3基のネジ穴のあるオプション取付基部が設けられており、ここにスコープマウントを装着することが可能で、通常は右側にネジ止めする専用のスコープマウントが公式オプションとして販売された。この3基のネジ穴は後述のカービンモデル（マテバ グリフォーネ）のフォアエンドを取り付ける際にも使用される。
照準器は照星（フロントサイト）のみが上下左右に調整でき、照門（リアサイト）は固定式である。これは「銃身を自由に交換できる」という特性上、フロント/リアサイトのいずれかを固定式にしておけば、銃身を変更した際に両方のサイトを別個に調整する必要がない、という点からの構成で、前作2006Mの反省に基づいている。

## 種類
販売されたものには使用弾薬と銃身長により複数のモデルがあり、以下の4種類がラインナップされていた。.357マグナム弾モデルは.38スペシャル弾の使用も可能である。
ただし、.357マグナム弾モデルに.38スペシャル弾をそのまま使用した場合、.38SPは.357MAGに比べて発生する反動が小さいため、オートマチック機構が十分に作動しない。.38スペシャル弾を使用してオートマチック機構を正常に作動させるには、リコイルスプリングの変更が必要である。
デフェザ（Difesa）
.357マグナム弾モデル。銃身長 4インチ（101 mm）。
ホームプロテクション（Home Protection）
.44マグナム弾モデル、銃身長5インチ（127 mm）。
ディナミカ スポルティーヴァ（Dynamica Sportiva）
.357マグナム弾モデル、銃身長は5インチもしくは6インチ（152 mm）。オプション取付基部装備。
ハンター（Hunter）
銃身長は213 mm（8.375 インチ）、使用弾薬は.44マグナム弾、.454カスール弾および.44 S&W スペシャル弾が選択できる。オプション取付基部装備。
この他、前述のように銃身には3・4・5・6・7・8インチの各種長のものがオプションとして用意されており、ユーザーが個別に交換することができた。
なお、本銃は個人のセルフディフェンスや公的機関向けの需要がほとんどなく、発売後しばらくして販売対象がスポーツシューティングと狩猟用に絞られたため、フレームはオプション取付基部のあるもののみに生産が一本化され、銃身も3・4インチ長以外は全ての口径でコンペンセイター装着用のネジ山があるものが標準の仕様とされた。そのため、資料によってはオプション取付基部/およびコンペンセイター装着部のないものを「前期型」それらがあるものを「後期型」として区分している。また、前節で述べたように、.44マグナム弾および.454カスール弾仕様モデルはフレームにリブが追加されており、更に後者のモデルにはクレーン（ヨーク）に固定ラッチが追加されているという仕様の違いがあるが、特にこれらを別モデルとして区分することはされていない。

### マテバ グリフォーネ
拳銃モデルの他、長銃身にフォアエンド（先台）とストックを備え、スコープマウント装着可能としたカービンモデルがあり、“マテバ グリフォーネ”（MATEBA Grifone）の名称で販売された。
拳銃モデルと同じく銃身長と使用弾薬に複数のバリエーションがあり、銃身長は標準モデルで18インチ（約45.7cm）、14インチ（約35.6cm）、12.25インチ（約31cm）のショートモデルの他、20インチ（50.8cm）のロングモデルも存在し、使用弾薬は拳銃型と同様の.357マグナム弾モデル、.454カスール弾および.44マグナム弾の他に、.45ロング・コルト弾仕様がラインナップされていた。また、銃床は木製のものと金属製のものの二種類があり、金属製銃床には木製のチークピースが装着できる。
銃本体は拳銃型と同じもので、8インチ銃身用のバレルシュラウドを装着した6 Unica本体に、銃床と左右にスコープマウント取付部のある先台が結合されている。拳銃型と同じく、マグナム弾使用モデルは銃口にマズルコンペンセイターを装着した。
なお、グリフォーネの内部機構は6 Unicaと全く同一だが、グリフォーネは6 Unicaの特徴である反動利用式のオートマチック機構を備えていない。これはカービンモデルとして銃身を延長したため、銃身を含めたアッパーフレームの重量が増大し、弾薬の発砲に伴う反動力ではオートマチック機構を十分に作動させることが不可能になったためである。これに伴い、アッパーフレームはロアーフレームに固定されている。このため、グリフォーネは通常のリボルバーのようにハンマーおよびトリガーを用いたシングルアクションまたはダブルアクションでのみ作動・撃発させることができる。

## 欠点
- 銃身が下部にあるため、照準軸と射線軸が離れており、わずかに狙いがずれただけで着弾点が大きくずれてしまう欠点があった。
- 銃身が下部にある独特の構造は、発射時の跳ね上がり自体は小さいが、反動を受け流すことが難しくなるという問題があり、本銃の場合は更に「上半分が反動で後退する」という機構から、従来型のリボルバーよりも反動が大きくなった。

ただし、銃本体が大きく重いため、正しく保持することさえできていれば、同じ弾薬を使う他のリボルバー拳銃に比べて反動の制御は容易であるとされる。
- オートマチック機構は従来の回転式拳銃に比べて速射性は高いが、シリンダー自体には特別な仕掛けがあるわけではなく、装弾数も従来のリボルバーと変わらないため、速射性を活かすことができない。
- 機構上、全弾を撃ち切ると撃鉄が起きたままの状態となるが、デコッキング機能[注 12]が装備されていないため、不発が発生していた場合の安全性に問題があった。
- ダブルアクション時のトリガープルが非常に重く、トリガーの引きが不十分な場合には作動不良の原因となった。これは特に大口径マグナム弾モデルでは顕著であった。オートマチック機構を備えているためにシングルアクション機構のみで連射できることを考えると、ダブルアクションは構造を複雑にするのみであり、実用上は不要であったと思われる。
- 回転式拳銃の利点として「構造が単純で部品点数が少ない」という点があるが、本銃は回転式拳銃としては部品点数が多く、構造が複雑で、製造コストが高いものとなった。更に、可動部分が多いため、より砂塵や汚損に弱い、という問題点もあった。

## 登場作品

### 映画・テレビドラマ
『GAMER』
作中に登場する仮想空間、「ソサエティ」内の武器として銃身部の下にパイプ状の装飾が施された4インチ銃身モデルが登場。
『LOOPER/ルーパー』
主人公のジョーが4インチ銃身モデルを使用。
『エイリアス』
シーズン1エピソード2および11に4インチ銃身モデルが登場。
『ゲットバッカーズ』
ウォルフィー（演：トーマス・ジェーン）が6インチ銃身モデルを使用。
『ゴートゥーヘル』
主人公のマローンが6インチ銃身モデルを使用。
『セレニティー』
銃身下部にパイプ状の装飾が施された4インチ銃身モデルが登場。上記『GAMER』に登場したプロップガンと同じもので、本作のために製作されたものが初出である。
『ダイバージェントNEO』
主人公のトリスが4インチ銃身モデルを使用。
『メイズ・ランナー』
ギャリー（演：ウィル・ポールター）が4インチ銃身モデルを使用。

### アニメ・漫画
『Re:CREATORS』
メインキャラクターの一人にして劇中劇の登場人物でもある、ブリッツ・トーカーの使用する拳銃のデザインモチーフとして登場。
全体のデザインは6 Unicaのものだが、シリンダー上にブリッジがあるなど、マテバ 2006Mの特徴を合わせたデザインになっており、トリガーガードおよびバレルシュラウドの形状はいずれとも異なっている（トリガーガードは角型であり、ベンチレーテッドリブが最前部にしかない）。また、作中では「重力子弾」という呼称の架空の弾薬を使用している。
『攻殻機動隊シリーズ』
『攻殻機動隊 STAND ALONE COMPLEX』『攻殻機動隊 S.A.C. 2nd GIG』
メインキャラクターの一人、トグサが当銃を元にした架空のモデルである「マテバ M-2008」の4.5インチ銃身モデルを使用している。作中に登場するM-2008は、フレームが6 Unica、銃身部がマテバ 2006Mに近似した形状（バレルシュラウドが八角柱を二段に重ねたような形状になっており、ベンチレーテッドリブがない）のオリジナルデザインモデルである。
『攻殻機動隊 ARISE』
キャラクターデザインなどを一新した新シリーズ。これまでのシリーズと同じくトグサの愛銃として「マテバ」が登場するが、オリジナルデザインであった過去作とは異なり、6 Unicaの4インチ銃身モデルがそのまま登場している。
『デモンベインシリーズ』
大十字九郎・"二闘流"九朔・ネロが、当銃をベースにした架空銃「イタクァ」を使用。.480ルガー弾仕様の設定である。
『ブラック・ブレット』
片桐玉樹の愛銃として登場。作中では.454カスール弾相当の「対ガストレア用バラニウム弾」という架空の弾薬を使用し、近距離戦主体の彼の欠点を補っている。

### ゲーム
『WARFACE』
マズルコンペンセイターが装着された6インチ銃身モデルが登場。銃身部上面にピカティニーレールが装備されているオリジナルデザインとなっている。
『アンチャーテッド 海賊王と最後の秘宝』
.454カスール弾仕様の6インチ銃身モデルが登場。銃身部とフレームで素材の違いから色味が異なることが再現されている。
『ウォッチドッグス』
6インチ銃身モデルに銃身部の上下面にピカティニーレールの装備された架空のデザインのものが「M8-M」「Chrome」「Auto-6」の名称で登場。「M8-M」はセミオート、「Chrome」はフルオート、「Auto-6」は3点射撃（3バースト）で射撃可能となっており、実際には不可能な多発連射が可能。
『クロスファイア』
「MATEBA」の名称で.44マグナム弾仕様の6インチ銃身モデルが登場。
『バトルフィールド4』
「UNICA 6」という名称で.357マグナム弾仕様の6インチ銃身モデルが登場。DLC「Dragon's Teeth」にて実装された。
『ブラック・ブレット』
片桐玉樹の愛銃として登場。アニメーション版同様「対ガストレア用バラニウム弾」を使用する。